# Söllingerwald
Söllingerwald ist eine Ortschaft und eine Katastralgemeinde der Gemeinde Purgstall an der Erlauf im Bezirk Scheibbs in Niederösterreich.

## Siedlungsentwicklung
Zum Jahreswechsel 1979/1980 befanden sich in der Katastralgemeinde Söllingerwald insgesamt 74 Bauflächen mit 22.381 m² und 19 Gärten auf 87.020 m², 1989/1990 gab es 74 Bauflächen. 1999/2000 war die Zahl der Bauflächen auf 137 angewachsen und 2009/2010 bestanden 100 Gebäude auf 127 Bauflächen.

## Bodennutzung
Die Katastralgemeinde ist landwirtschaftlich geprägt. 405 Hektar wurden zum Jahreswechsel 1979/1980 landwirtschaftlich genutzt und 167 Hektar waren forstwirtschaftlich geführte Waldflächen. 1999/2000 wurde auf 410 Hektar Landwirtschaft betrieben und 173 Hektar waren als forstwirtschaftlich genutzte Flächen ausgewiesen. Ende 2018 waren 399 Hektar als landwirtschaftliche Flächen genutzt und Forstwirtschaft wurde auf 171 Hektar betrieben. Die durchschnittliche Bodenklimazahl von Söllingerwald beträgt 30,8 (Stand 2010).